# خمیر بریزه
خمیر بریزه (به فرانسوی: Pâte brisée)، (به انگلیسی: shortcrust pastry) به‌طور معمول در پای کیش یا غذاهای با طعم نمک به عنوان خمیر پای به کار می‌رود. اصل این واژه زبان گالی و واژهٔ brisare و به معنای ویران کردن است. این واژه به briser تغییر پیدا کرده‌است. به علت اینکه کره و آرد با یکدیگر مخلوط شده و به مانند پودر شکر دانه‌دانه می‌شوند، چنین نامیده شده‌است. 
برای تهیه به ۵۰۰ گرم آرد، ۲۵۰ گرم کره خُرد شده افزوده شده سپس کره و آرد مابین کف هر دست بهم فشرده شده تا با هم مخلوط شده تا به صورت دانه‌های ریز در بیایند. سپس به صورت یک تپه در آمده وسط آن گود می‌شود و در حدود ۱۸۰-۱۲۵ میلی لیتر آب و ۱۰ گرم نمکی که در آب حل شده به وسط گودی ریخته شده و خمیر کمی ورز داده می‌شود. سپس خمیر از چند ساعت تا یک شب در یخچال خوابانده شده و بعد از پهن شدن بر روی آن با چنگال سوراخ‌هایی ایجاد شده و در فر پخته می‌شود.

## نگارخانه

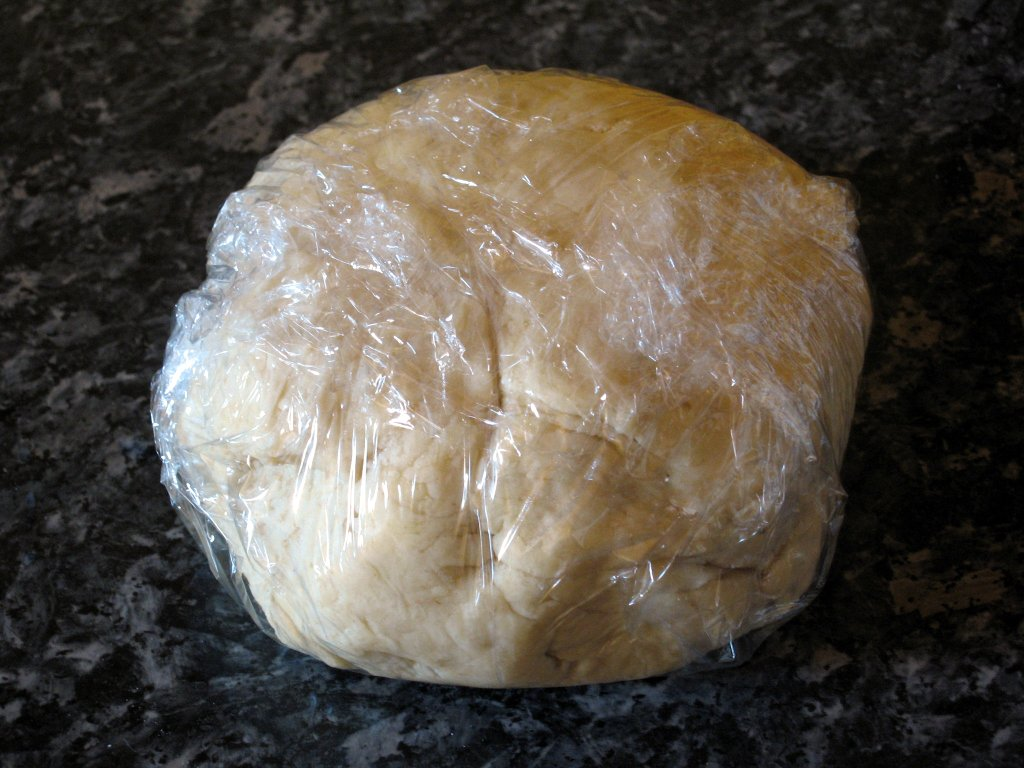
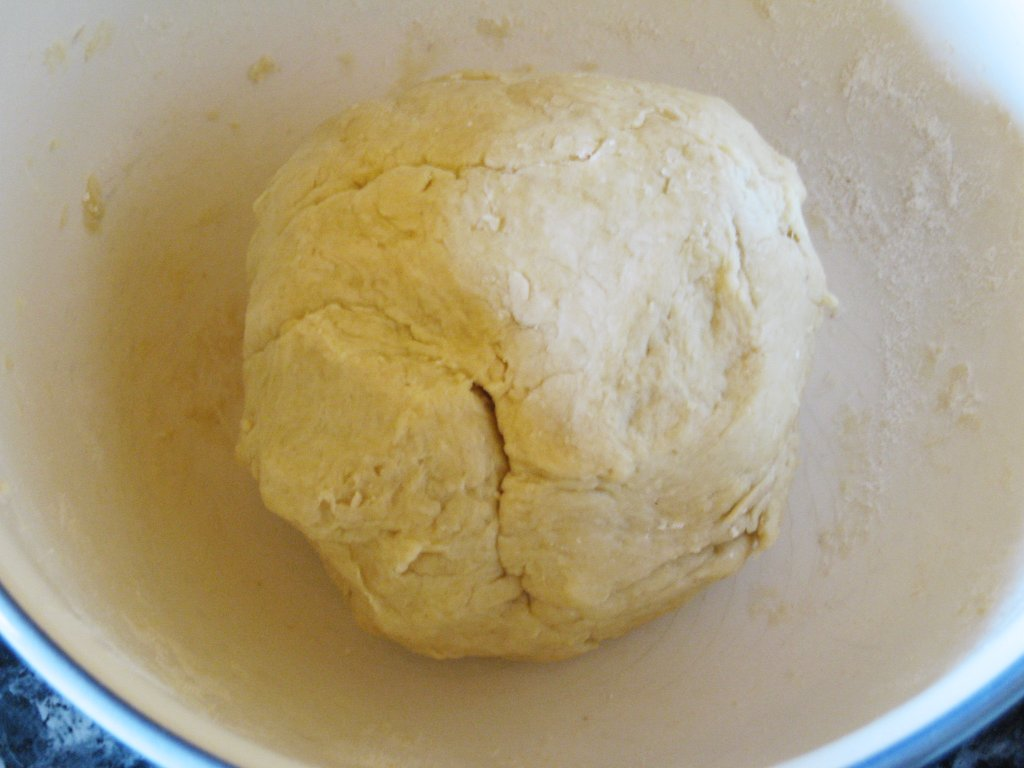
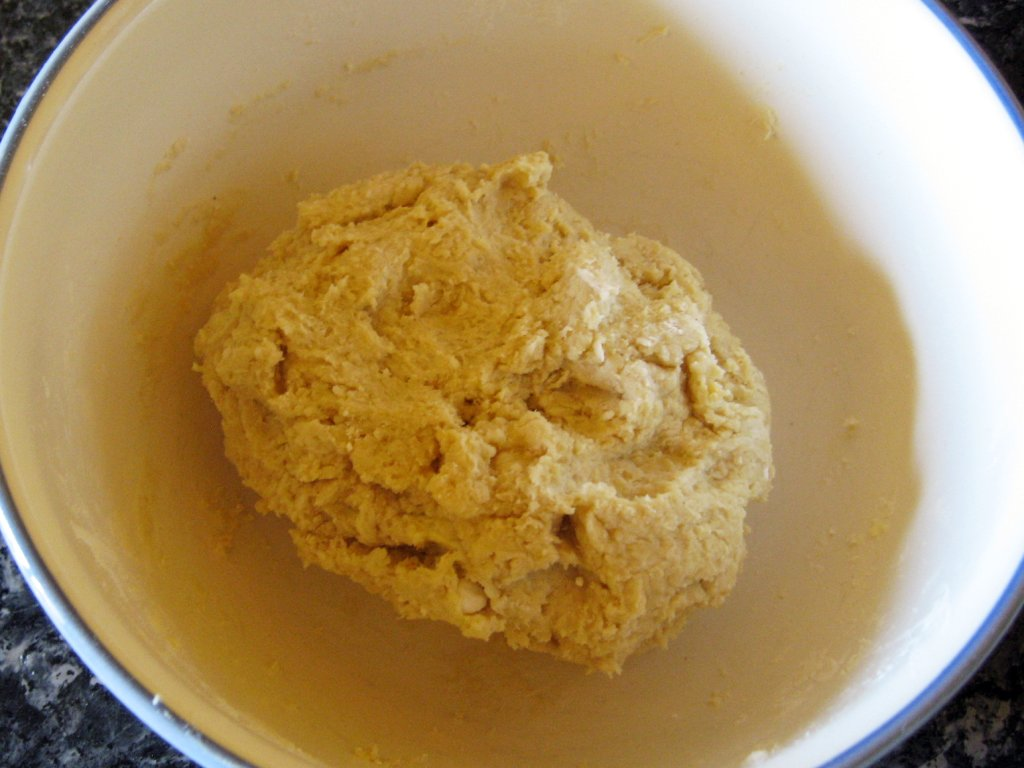
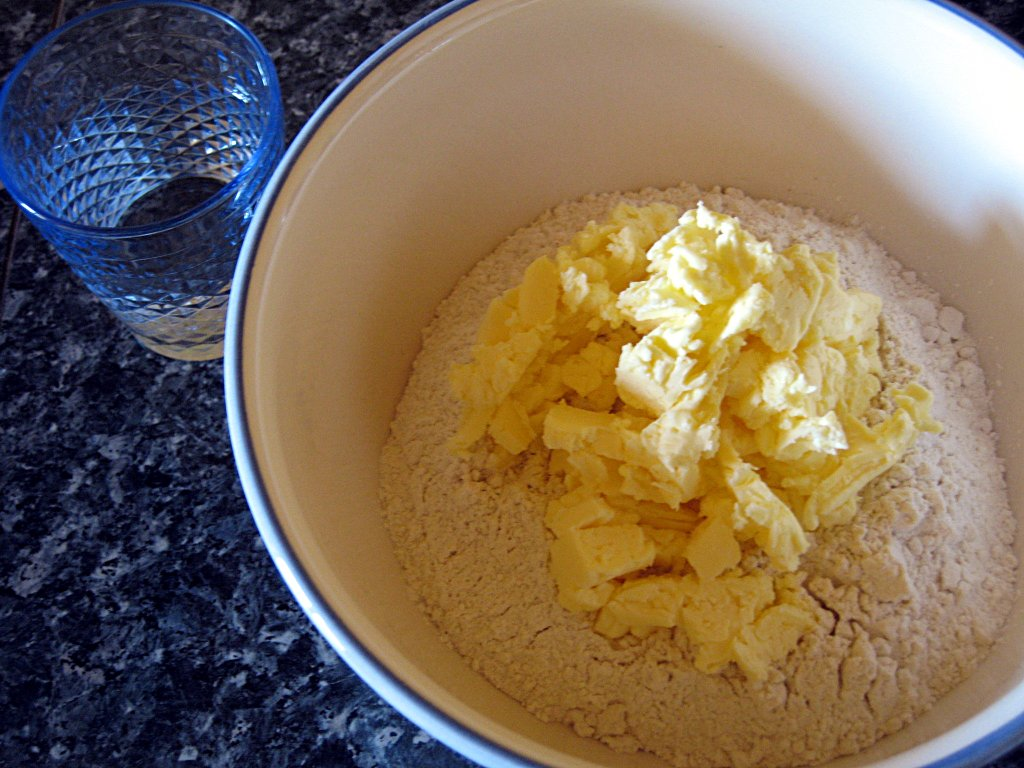
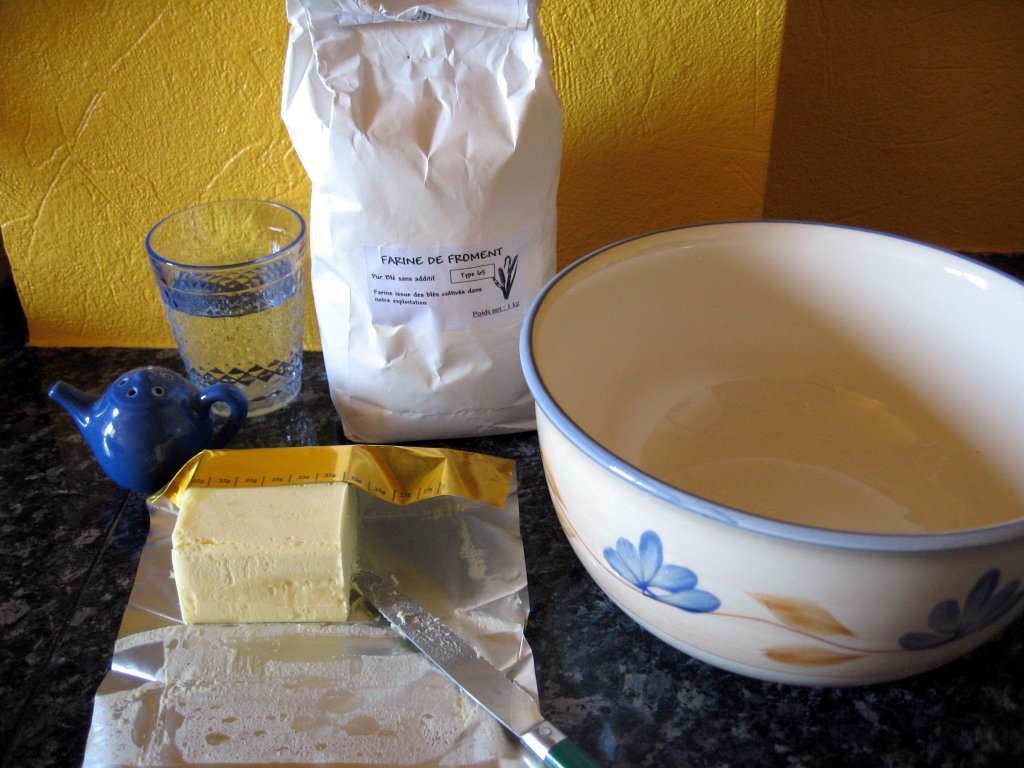
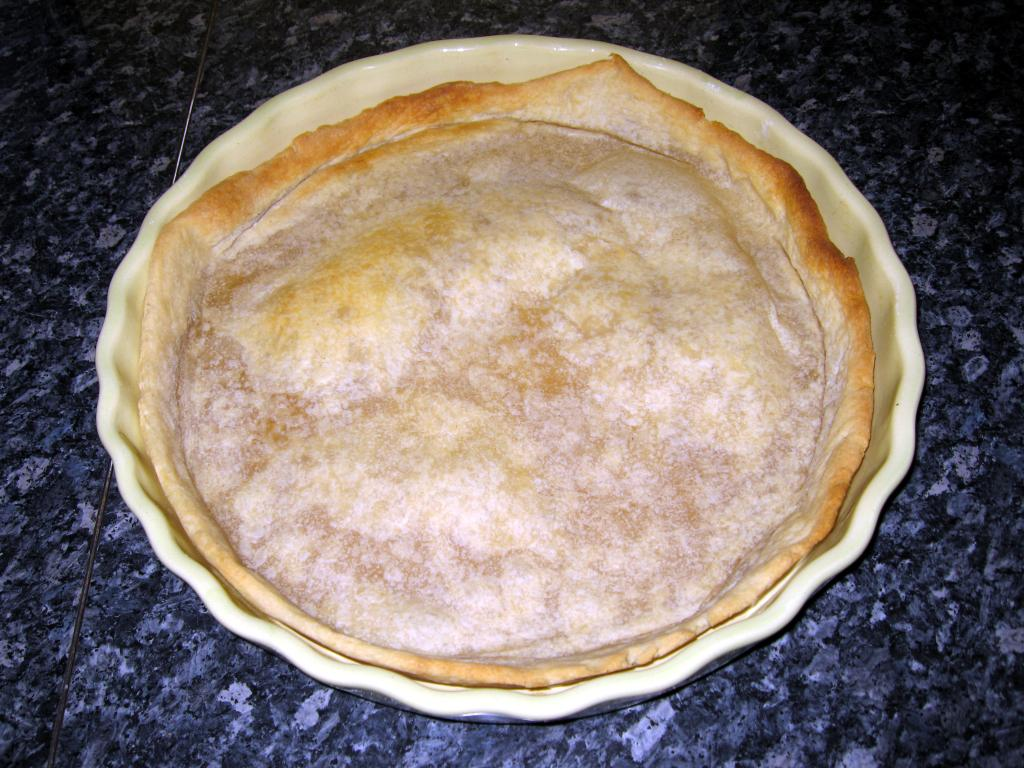
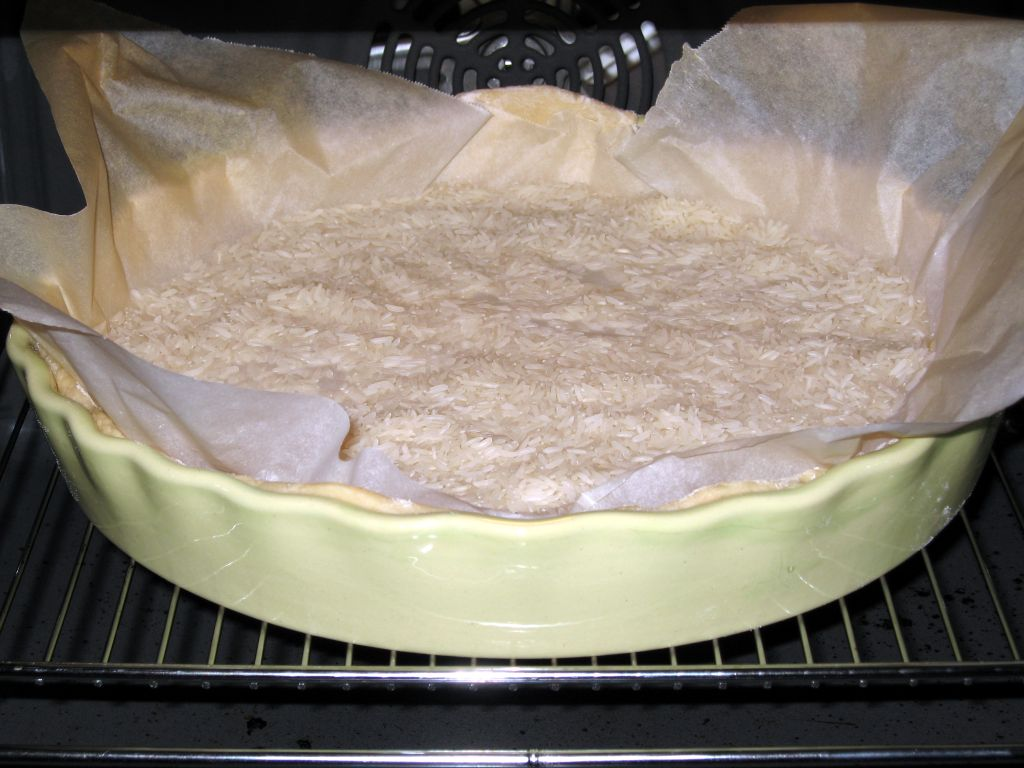
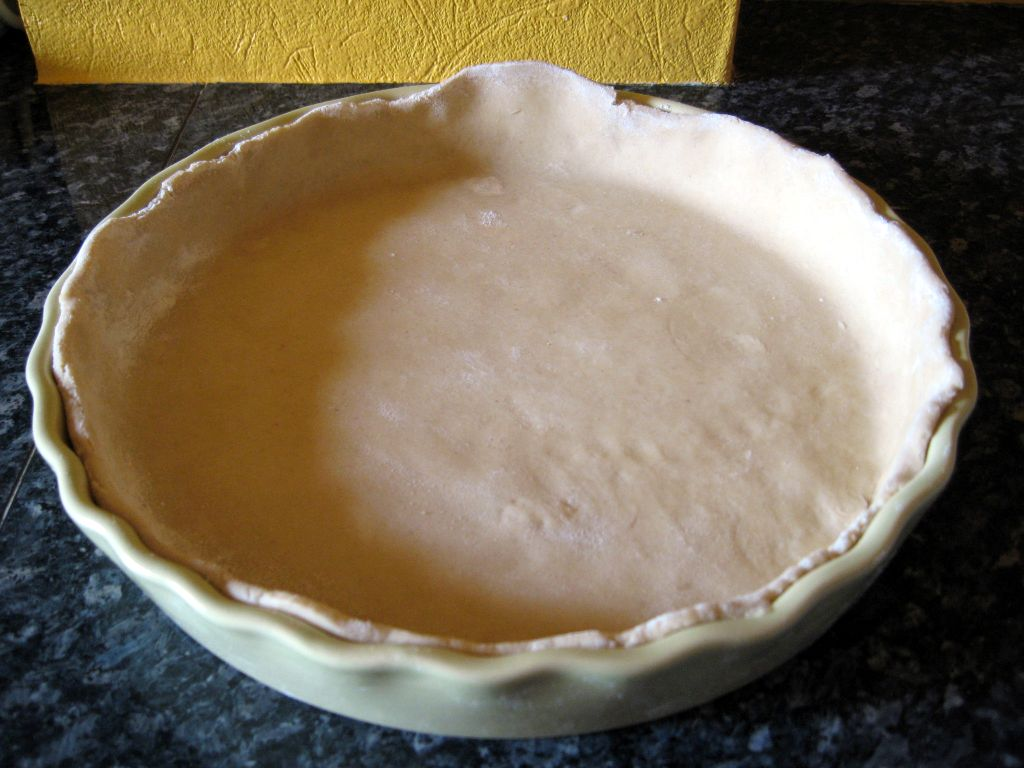
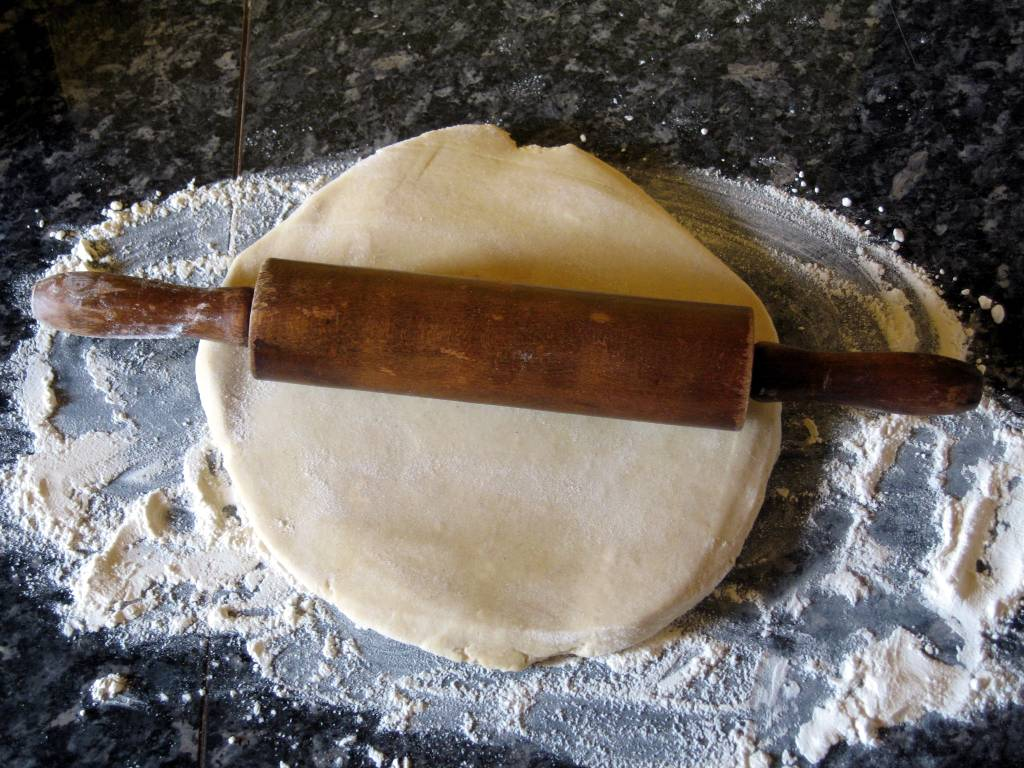